# 田所秀雄
田所 秀雄（たどころ ひでお、1923年1月6日 - 1998年12月21日）は日本中央競馬会 (JRA) ・栗東トレーニングセンターに所属していた調教師。騎手でもあった。長男は田所秀孝調教師、弟は田所稔元調教師、姪の夫は田所清広元調教師、伯父は小川佐助元調教師である。

## 来歴
騎手を経て京都競馬場所属の調教師となる。
1969年、栗東トレーニングセンター開設に伴い栗東へ移転する。
1996年、1月20日をもって73歳で調教師を勇退する。当時の管理馬のうち13頭が田所秀孝厩舎に移籍した。
1998年、12月21日に心不全のため75歳で死去。

## おもな騎乗馬
- ライジングウイナー（1958年京都記念（春））
- ミスハツライ（1961年朝日チャレンジカップ）

## おもな管理馬
- ニホンピローホマレ（1968年京都記念（春））
- クインメグミ（1971年タマツバキ記念（秋））
- サンエムジョオー（1978年阪神4歳牝馬特別）
- セントシーザー（1987年CBC賞）